# Riu Sos Mulinos - Sos Lavros - M. Urtigu
Riu Sos Mulinos - Sos Lavros - M. Urtigu este o arie protejată (arie specială de conservare — SAC, sit de importanță comunitară — SCI) din Italia întinsă pe o suprafață de 27 ha, integral pe uscat.

## Localizare
Centrul sitului Riu Sos Mulinos - Sos Lavros - M. Urtigu este situat la coordonatele 40°07′49″N 8°38′58″E / 40.130278°N 8.649444°E.

## Înființare
Situl Riu Sos Mulinos - Sos Lavros - M. Urtigu a fost declarat sit de importanță comunitară în iunie 1995 pentru a proteja 4 specii de animale. Situl a fost protejat și ca arie specială de conservare în aprilie 2017.

## Biodiversitate
Situată în ecoregiunea mediteraneană, aria protejată conține 7 habitate naturale: Pseudostepă cu ierburi și specii anuale de Thero-Brachypodietea, Matorral arborescenți cu Laurus nobilis, Păduri aluvionare cu Alnus glutinosa și Fraxinus excelsior (Alno-Padion, Alnion incanae, Salicion albae), Păduri de Olea și Ceratonia, Păduri de Quercus ilex și Quercus rotundifolia, Galerii de Salix alba și de Populus alba, Dehesas cu Quercus spp. perene.
La baza desemnării sitului se află mai multe specii protejate:
- păsări (3): caprimulg (Caprimulgus europaeus), șoim călător (Falco peregrinus), silvie de tufiș (Sylvia undata)
- reptile (1): Euleptes europaea

Pe lângă speciile protejate, pe teritoriul sitului au mai fost identificate 30 de specii de plante, 42 de specii de păsări, 1 specie de amfibieni, 5 specii de mamifere, 7 specii de reptile.